# 롯데백화점
롯데백화점은 대한민국의 백화점이다.
- 롯데백화점이 속해있는 롯데쇼핑주식회사(영어: LOTTE SHOPPING CO., LTD.)는 대한민국의 기업집단 롯데에 소속된 유통 기업이다.
- 롯데백화점 55개 점포를 운영하며, 사업부에 소속된 별도 회사를 통해 롯데마트, 롯데슈퍼, 롯데시네마 등을 운영하고 있다.

## 지배구조
롯데쇼핑은 기업집단 롯데그룹에 소속되며, 2017년 롯데제과, 롯데푸드, 롯데쇼핑 등에서 분할되어 롯데지주주식회사가 설립되어 지주회사 체제로 전환되었다.

## 연혁
- 1970년: 협우실업주식회사 설립
- 1979년: 롯데쇼핑 출범 및 롯데백화점 1호점 소공점(본점) 개점
- 1988년: 상호명을 롯데쇼핑센터에서 롯데백화점으로 변경.
- 1996년: 온라인 쇼핑몰 롯데쇼핑닷컴 오픈
- 2000년: 롯데닷컴 독립법인 출범, 온라인 쇼핑몰 사업부 업무 이관
- 2000년 3월 17일 롯데백화점 대전점 개점
- 2000년 6월 16일 롯데백화점 강남점 개점
- 2001년: 롯데슈퍼 1호점 창원점 개점
- 2002년: 미도파 인수 및 백화점 8개점 인수
- 2002년 9월 3일 롯데백화점 노원점 개점
- 2003년: 신용카드 사업부문 분리 및 롯데카드와 합병
- 2004년: 한화슈퍼 인수
- 2004년: 무인양품 런칭
- 2004년 12월 16일 유니클로 런칭(합작법인 FRL코리아 설립/롯데쇼핑 49.0%, 패스트리테일링 51.0%)
- 2005년: 롯데시네마 1호점 에비뉴엘점 개점
- 2006년: 기업 공개, 한국 및 영국 동시 상장, 우리홈쇼핑 인수
- 2006년 12월 20일 롯데백화점 미아점 개점
- 2007년: 중국 마크로 흡수 합병 및 빅마트 수퍼마켓 체인 14개점 흡수 합병
- 2008년: 인도네시아 마크로 인수
- 2008년 10월 30일 롯데백화점 건대스타시티점 개점
- 2009년: 중국 유통업체인 타임스 인수(7,350억)
- 2010년: GS리테일의 백화점 3개점과 할인점 14개점을 1조 3400억원에 흡수 합병
- 2010년 5월 3일 롯데백화점 안산점, 중동점 개점
- 2011년 12월 9일 롯데백화점 김포공항점 개점
- 2012년: CS유통 인수
- 2012년: 유진그룹의 하이마트를 1조2480억원에 흡수 합병
- 2012년: 산하 회사 롯데스퀘어를 흡수 합병
- 2013년: 산하 회사 롯데미도파를 흡수 합병
- 2017년: 산하 회사를 롯데제과 투자부문, 롯데푸드 투자부문, 롯데칠성음료 투자부문 등을 분할하여 롯데지주 주식회사로 합병.
- 2018년: 산하 회사 롯데백화점 마산점을 흡수 합병, (주)롯데닷컴 흡수 합병
- 2019년 1월 4일 롯데백화점 인천점 개점
- 2020년: 롯데쇼핑HQ 신설

## 역사
롯데백화점 본점은 1979년 12월 17일 개점하여 서울특별시 중구의 남대문로 81 (소공동 1) 현 위치에서 롯데 1번가 아케이드를 개점하고 11월 15일 롯데쇼핑(주)를 설립하였으며, 12월 17일 롯데쇼핑센터(지금의 롯데백화점 본점)를 개점하였다.
- 1981년과 1983년에는 의류제조업과 동산·부동산 중개업의 사업목적을 각각 추가하였으며, 1988년 소공동 신관을 개점한 데 이어 잠실점을 잇달아 열고 롯데쇼핑에서 롯데백화점으로 명칭을 변경하였다. (롯데쇼핑은 법인명으로 유지.) 1991년에는 영등포 민자역사(民資驛舍)에 롯데백화점을 개점하는 등 점차 지점수를 증대하였다.
- 1998년 7월 킴스클럽 서현점 12월 인천 시티백화점을 인수하였으며, 서울 강동에 있는 해태백화점까지 인수하려했으나 실패했다.
- 1999년 4월 롯데 대규모기업집단 소속회사로 지정되었다.

- 2005년에는 에비뉴엘을 개점하였으며, 아울렛과 영플라자뿐 아니라 해외점포까지 확대하며, 현재 7만 8천여개의 브랜드를 운영하며, 대한민국 1위 대표 백화점으로 평가받고 있다.

- 2010년 2월 27일에는 키자니아 내 '백화점' 체험관을 개장하였다.

- 모든지점에는 롯데ATM이 있으며, 부산은행, 카카오뱅크, 한국씨티은행, 유안타증권 등의 카드로 입금, 출금, 이체 등이 가능하며, 이즐, 한페이, 레일플러스 등은 충전을 할 수 있다.

## 백화점 점포

### 서울특별시
- 본점

본점은 1979년 12월 17일 롯데쇼핑센터라는 이름으로 개점하였다. 서울특별시 중구 남대문로 81(소공동)에 있으며, 서울 지하철 2호선 을지로입구역과는 바로 연결되어 있다. 본점 9~12층에 롯데면세점이 있으며, 에비뉴엘 6층에는 롯데시네마가 있다. 롯데백화점, 롯데호텔, 에비뉴엘, 롯데영플라자, 롯데타운 등을 형성하고 있으며, 본점 매출에는 에비뉴엘과 영플라자의 매출이 합산된다.
- 잠실점

롯데백화점의 두 번째 점포로 서울 올림픽이 개최되었던 해인 1988년 11월 12일 개점하였다. 서울특별시 송파구 올림픽로 240(잠실3동 40-1)에 위치해있으며, 잠실역과 바로 연결되어 있다. 잠실점이 사용하는 건물은 롯데호텔, 롯데마트, 롯데월드 등이 연결되어 있으며, 지하 1층에서 지상 2층 어느 곳에서나 연결된다. 10층에는 롯데호텔월드가 운영하는 롯데면세점이 있었으나 롯데월드몰이 준공된 후 에비뉴엘 월드타워점 7~8층으로 이전하였다. 바로 맞은편에는 123층 규모의 롯데월드타워가 건설되었으며, 2014년 10월 14일에 하층부 롯데월드몰이 개장하였다. 롯데월드와 롯데월드몰은 함께 관광특구로 지정되었다. 에비뉴엘 월드타워점과는 독립 점포로 운영하다가 2016년부터 하나의 점포로 통합 관리중이다. 11층에 부산은행ATM디지털무인기를 설치 되어 있다. 롯데월드, 롯데월드타워, 롯데월드몰 맞은편 인근에 잠실 롯데캐슬골드에 캐슬플라자점도 운영하고 있다.
- 영등포점

영등포점은 롯데역사에 첫 번째로 위탁하여 1991년 5월 4일 개점하였다. 서울특별시 영등포구 경인로 846(영등포동)에 위치해있으며, 영등포역 역사와 공유하며, 지하철을 탈 수 있도록 3층 매장과 직접 연결되어 있으며, 지하 1층도 바로 전철역으로 이용할 수 있도록 되어있다.
- 청량리점

청량리점은 1994년 3월 18일 맘모스백화점을 인수하여 개점했으며, 2010년 8월 20일에 청량리역 민자역사로 이전하면서 롯데백화점, 롯데마트, 롯데시네마 등이 있는 대규모 복합쇼핑몰로 탈바꿈하였다. 쇼핑시설, 옥상공원, 문화홀 등 여러 문화시설을 갖추고 있으며, 지하 2층에서 지상 8층까지로 서울특별시 동북권 최대 규모의 영업면적이다. 서울특별시 동대문구 왕산로 214(전농동) 청량리역 민자역사 내에 위치해있다. 기존 백화점 또한 롯데플라자란 이름으로 백화점의 별관 형태로 운영되고 있었으나 재개발 사업으로 인해 2016년 12월 31일 폐점하였으며, 이후 철거되었다.
- 관악점

관악점은 1997년 10월 31일 개점하였다. 이 건물은 다른 롯데백화점 지점과 달리 주상복합 아파트와 함께 쓰고 있다. 서울특별시 관악구 봉천로 209(보라매동)에 위치해있으며, 인근에는 보라매공원, 당곡역이 있다.
- 강남점

강남점은 2000년 6월 16일 그랜드백화점 본점으로 사용되던 건물을 인수하고 개점하였다. 서울특별시 강남구 도곡로 401(대치동)에 위치해있으며, 한티역과 연결된다.
- 노원점[2]

노원점은 2002년 9월 3일 미도파 상계본점으로 사용되던 건물을 인수하였다. 서울특별시 노원구 동일로 1414(상계2동)에 위치해있으며, 노원역과 연결하여 개점하였다.
- 미아점

미아점은 2006년 12월 20일 개점하였으며, 지하 7층과 지상 10층의 규모다. 2007년에 롯데시네마 오픈 예정이었으나 현재는 미정인 상태로 남아있다. 서울특별시 강북구 도봉로 82(송중동)에 위치해있으며, 미아사거리역 1번 출구와 연결된다.
- 건대스타시티점

건대스타시티점은 2008년 10월 30일 개점하였다. 서울특별시 광진구 능동로 90(자양3동)에 위치해있다. 스타시티몰과 연결되어 있으며 롯데시네마와 이마트가 있다. 건너편에 건국대학교와 건국대학교 병원이 위치해있으며, 건대입구역과 연결된다.
- 김포공항점

김포공항점은 서울특별시 강서구 하늘길 38(방화동)에 2011년 12월 9일 개점하였으며, 김포공항역과 연결되어 있다. 김포공항점이 사용하는 건물은 롯데몰이 운영하고 있으며, 복합쇼핑센터로 롯데백화점, 롯데마트, 롯데시네마, 롯데하이마트, 롯데호텔 등이 함께 자리잡고있다. 인근 김포국제공항에는 롯데면세점이 있다.

### 부산광역시
- 부산본점

부산본점은 부산광역시 부산진구 가야대로 772(부전2동)에 위치한 백화점이며, 1995년 12월 18일 개점하였다. 이 곳은 43층 건물인 롯데호텔 부산과 붙어 있는 건물이다. 롯데백화점의 서울·수도권이 아닌 지방에 오픈한 첫 지점이다. 1997년에는 9층~11층에 도심형 테마파크 현 롯데시네마 부지에 롯데월드 스카이플라자가 있었으나 스카이프라자코멧이라는 롤러코스터의 문제로 1999년 이후 9층은 식당가로 10층~11층은 멀티플렉스영화관 롯데시네마로 운영 중이다. 2012년 롯데호텔 지하층을 백화점 명품관으로 리뉴얼하면서 에비뉴엘관을 추가했고 2017년 6월 15일 에비뉴엘관을 상부 2개층으로 확장해 임시개장했다. 본점, 잠실점과 마찬가지로 정식 에비뉴엘 지점으로 운영중이다. 2017년 7월25일 본관 후문쪽 증축부를 개관했고 같은해 9월28일 전관 리뉴얼 그랜드오픈을 했다. 규모상 잠실점에 이어 롯데 내에서 두번째로 큰 점포이다. 부산본점은 부산의 서면에 위치하고 있으며 부산 도시철도 1, 2호선 서면역과 연결된다. 대우백화점 인수로 소유권이 넘어온 센트럴스퀘어를 팩토리아울렛으로 리뉴얼하였는데 부산본점에서 추가로 관리하는 점포이다.
- 동래점

동래점은 부산광역시 동래구 온천동에 위치한 백화점이자 2001년 11월 2일 구 세원백화점 건물을 인수, 리뉴얼하여 재개점했다. 옆에 롯데마트와 롯데시네마가 함께 위치해 있다. 부산광역시 동래구 중앙대로 1393(온천2동)에 있으며, 부산 도시철도 1호선 명륜역과 지상 통로로 연결된다.
- 센텀시티점

센텀시티점은 2007년 12월 7일 개점하였다. 규모는 연면적 111,970m²이고, 매장면적은 35,947m²이다. 바로 옆에 세계 최대 백화점인 신세계백화점 센텀시티점이 위치하고 있다. 인근에 '부산 국제 전시 컨벤션센터(BEXCO)'가 있으며, 부산 도시철도 2호선 센텀시티역과 연결된다. 부산광역시 해운대구 센텀남대로 59(우2동)에 있다.
- 광복점

광복점은 롯데백화점 본점의 30주년이 되는 2009년 12월 17일 30번째 점포로 개점하였으며 부산광역시 중구 중앙대로 2(중앙동7가) 부산롯데타운 부지 내에 위치하고 있다. 백화점 건물은 지하 6층, 지상 10층의 규모이고 대한민국 최초의 씨사이드(Sea-Side) 백화점이다. 본관 매장면적은 40,496m² 신관은 16,529m²이다. 부산지역 롯데백화점 중에서 가장 넓은 매장면적을 지닌 점포였으나 부산본점의 확장으로 두번째로 내려갔다. 롯데 내에서도 잠실점,부산본점,본점 다음으로 넓은 면적을 자랑한다. 현재 롯데타운 조성이 진행 중이며 2014년 8월 28일엔 롯데마트와 롯데시네마까지 개점하면서, 롯데타운 저층부인 롯데몰 광복점이 갖춰지게 되었다. 더욱이, 107층 규모의 초고층빌딩인 부산롯데타운타워가 단계적으로 들어설 예정이다. 부산 도시철도 1호선 남포역과 연결된다.

### 대구광역시
- 대구점

대구점은 롯데역사에 2번째로 위탁하여 2003년 2월 27일 개점하였다. 영등포와 안양역에 이어서 롯데백화점 역사가 들어서는 세 번째의 민자역사로 대구역과 연결되어 있으며, 대구광역시 북구 태평로 161(칠성동2가)에 있다.
9,10층에 롯데시네마가 있었으나 폐점하고 백화점 매장과 부속시설로 리뉴얼 했다. 주차장은 365일 24시간 이용가능하다. 1층과 3층에 우수고객(MVG)전용 주차공간이 마련되어 있다. 일반고객도 발렛파킹(대리주차)이 가능하다. 명절 당일에는 무료주차가 가능하다. 근처에는 번개시장이 자리잡고 있고 맞은편에는 대구의 젊음의 거리인 동성로가 있다.
- 상인점

상인점은 2004년 2월 20일 구 대구백화점 상인점 부지를 인수하여 개점했다. 대구 도시철도 1호선 상인역과 연결되며, 대구광역시 달서구 월배로 232(상인1동)에 있다.

### 인천광역시
- 인천점

인천점은 2019년 1월 4일 개점하였다. 인천광역시 미추홀구 연남로 35(관교동)에 있으며, 인천 1호선 인천터미널역과 연결되어 있다. 본래 신세계백화점 인천점으로 1997년 11월 20일 개점하여 2018년 12월 28일까지 영업을 하였고 이후 롯데백화점으로 변경되었다.

### 대전광역시
- 대전점

대전점은 2000년 3월 17일 개점하였다. 지하 6층, 지상 11층으로 구성되어 있으며 백화점 내부에는 멀티플렉스 영화관인 롯데시네마가 있다. 2009년 11월 27일 리뉴얼 오픈을 하였다. 대전광역시 서구 계룡로 598(괴정동)에 있으며, 대전 도시철도 1호선 용문역 4번 출구와 가깝다. 외부의 문화센터건물도 운영중인데 해당건물 1층도 백화점 매장이다. 엘큐브 리빙 세종점의 관리점포이기도 하다.

### 광주광역시
- 광주점

광주점은 1998년 9월 18일 개점하였다. 광주광역시 동구 독립로 268(대인동)에 있으며, 광주 도시철도 1호선 금남로5가역과 가깝다.

### 울산광역시
- 울산점

울산점은 2001년 8월 24일 울산광역시 남구 삼산로 288(삼산동)에 개점하였다. 인근에는 롯데호텔 울산, 롯데시네마, 울산고속버스터미널, 울산시외버스터미널 및 대형관람차가 있으며, 현대백화점 울산점과는 가까운 거리에 위치해 있다. 본관과 영플라자 시네마동으로 이루어져있다.

### 경기도
- 분당점

분당점은 1999년 4월 1일 경기도 지역에서는 최초로 개점한 롯데백화점의 지점이다. 대구광역시 소재 건설사인 청구가 운영하였던 청구블루힐백화점이 부도로 1998년에 쓰러진 후 이 백화점이 사용하던 건물을 그대로 리뉴얼하여 재개점하였다. 경기도 성남시 분당구 황새울로 200번길 45(수내동) 분당선 수내역 위에 있으며 전철을 탈 수 있도록 통로가 연결되어 있다.
- 일산점

일산점은 1999년 10월 15일 개점한 최초의 멀티플렉스 복합백화점이다. 경기 서북권에 있는 유일한 롯데백화점이다. 1층과 지상의 차이를 극복하기 위해 로비를 두어 로비와 1층, 지하 1층간 에스컬레이터가 짧다. 롯데시네마 1호점인 롯데시네마 일산백화점관이 9층에 있었으나 현재는 폐관되었으며, 옥상공원도 있다. 옥상공원은 2007년 일본 환경성 주최 행사에서 외국 백화점 최초로 대상에 오르는 영예에 오르기도 하였다. 경기도 고양시 일산동구 중앙로 1283(장항2동)에 있으며, 지하 2층에서 일산선 정발산역과 통로가 연결된다.
- 안산점[6]

안산점은 1992년 10월 30일 개점하였으며, GS스퀘어 안산점을 인수하여 롯데백화점 안산점으로 변경하고 2010년 6월 4일 개점하였다. 경기도 안산시 단원구 고잔1길 12(고잔동)에 위치해있다. 롯데백화점 지점 중 부평점과 함께 가장 소규모 점포이다. 2018년 12월 7일 옛 미라마호텔 터에 신관을 개점하였으며, 지하 1층에서 안산점 본관과 연결된다.
- 중동점[6]

중동점은 1996년 11월 1일 개점하였으며, GS스퀘어 부천점을 인수하여 롯데백화점 중동점으로 변경하고 2010년 6월 4일 개점하였다. 2012년 10월 27일에 개통된 7호선 신중동역과 연결되어 있다. 경기도 부천시 원미구 길주로 300(중1동)에 있다.
- 구리점[6]

구리점은 1998년 4월 3일 개점하였으며, GS스퀘어 구리점을 인수하여 롯데백화점 구리점으로 변경하고 2010년 6월 4일 개점하였다. 경의·중앙선 구리역과 연결된다. 경기도 구리시 경춘로 261(인창동)에 있다.
- 평촌점

평촌점은 2012년 3월 29일 경기도 안양시 동안구 시민대로 180(범계동)에 개점하였다. 원래는 GS스퀘어 평촌점이었으나 개점 전 롯데쇼핑이 GS스퀘어를 인수하여 롯데백화점 평촌점으로 개점하게 되었다. 과천선 범계역과 연결되어 있다.
- 수원점

수원점은 2014년 11월 27일 개점하였다. 경기도 수원시 권선구 세화로 124(서둔동)에 있는 롯데몰 수원점 내에 위치하고 있다. 1호선, 경부선, 분당선 수원역과 수원역환승센터가 연결되어 있다.
- 동탄점

동탄점은 2021년 8월 20일 개점하였다.

### 전북특별자치도
- 전주점

전주점은 2004년 5월 28일 개점하였다. 향후 전주종합경기장 이전 사업으로 인하여 롯데백화점, 롯데쇼핑몰, 롯데호텔 등으로 이어지는 거대한 롯데타운을 건립할 계획이 잡혀 있다. 전북특별자치도 전주시 완산구 온고을로 2(서신동)에 있다.

### 경상북도
- 포항점

포항점은 2000년 12월 8일 개점하였다. 동아백화점 포항점을 인수하여 재개점하였다. 경상북도 내에서도 유일한 백화점이자 롯데백화점의 첫 점포이며, 20세기에 개점한 마지막 백화점이다. 경상북도 포항시 북구 학산로 62(학산동)에 있다.

### 경상남도
- 창원점

창원점은 2002년 2월 28일 개점하였다. 경상남도 창원시 성산구 중앙대로 124(상남동)에 위치해있다. 인근에 있는 롯데마트 창원중앙점과 지하통로로 연결되며, 2012년 12월 21일에는 맞은편에 있는 (구)애플타운 건물을 리모델링하여 영패션관인 영플라자를 개점하였다. 하지만, 개점하기 전까지는 영패션관과 본관을 연결하는 지하통로 건설을 두고 많은 논란을 빚었지만, 지하통로 개설은 포기된 채 개점하였다. 현재는 지하 1층에 연결통로가 개설되었으며, 롯데마트-백화점본관-영플라자가 서로 연결된다.

### 러시아
- 롯데백화점 모스크바점(LOTTE PLAZA)

2007년 9월 2일 개점, 2020년 6월 폐점

### 중국
- 롯데백화점 텐진 동마로점(乐天百货 天津东马路店)

2011년 6월 17일 개점, 2018년 12월 폐점
- 롯데백화점 텐진 문화중심점(乐天百货 天津文化中心店)

2012년 9월 21일 개점,  2019년 3월 폐점
- 롯데백화점 산둥성 웨이하이점(乐天百货 威海店)

2013년 4월 25일 개점, 2019년 3월 폐점
- 롯데백화점 쓰촨성 청두점(乐天百货 成都环球中心店)

2013년 8월 28일 개점.
- 롯데백화점 랴오닝성 선양점(乐天百货 沈阳店)

2014년 5월 31일 개점, 2020년 4월 폐점

### 인도네시아
- 롯데백화점 자카르타점(LOTTE SHOPPING AVENUE)

2013년 6월 22일 개점, 4~5층에 롯데면세점 자카르타 시내점이 위치해있다.

### 베트남
- 롯데백화점 하노이점

2014년 9월 2일 개점, 롯데센터 하노이 1~6층에 위치해있다.
- 롯데백화점 호치민점

2015년 3월 개점, 다이아몬드 플라자 1~5층에 위치해있다.
- 롯데몰 웨스트레이크점
2023년 8월 예정

### AVENUEL
롯데백화점이 운영하는 명품관이다. 본 점포에 부속된 대규모 명품관이다.
- 본점 에비뉴엘

2005년 3월 25일 개점하였으며 해외패션 전문관으로써 독립 점포가 아닌 롯데백화점 본점 소속의 명품관이다. 건물 6~8층에 롯데시네마가 운영중이고 6층에 명품관과 어울리지 않게 캐쥬얼의류 매장도 있다. 물론 해당매장들은 영플라자의 영캐쥬얼 및 본관 7층 스포츠.진캐쥬얼과 서로 연계되고 실제 운영부서도 에비뉴엘과는 다르다. 9층과 10층엔 식당과 병.의원 등 임대시설도 있다. 신세계 본점과 함께 서울 강북상권의 대표적인 명품관이다.
- 잠실점 에비뉴엘

2014년 10월 14일 에비뉴엘 월드타워점으로 개점하였다. 롯데월드몰에 개점한 명품 해외패션 전문관이다. 8~9층에는 롯데면세점 월드타워점이 있다. 본점 에비뉴엘이 롯데백화점 본점의 부속 점포로 운영되는 것과 다르게 롯데백화점 잠실점과는 별도로 운영 되었으나 2016년부터 하나의 점포로 통합하였다. 기존 잠실점의 일부 브랜드들이 이전하여 실제 중복 브랜드는 소수이다. 하나의 쇼핑타운으로서 백화점 잠실점과 거대한 쇼핑타운을 형성한다. 통합이후 공식 홈페이지와 애플리케이션에 지점 명칭이 잠실점 에비뉴엘로 변경 기재되고 있어 에비뉴엘 월드타워, 월드타워 에비뉴엘, 에비뉴엘 잠실, 잠실 에비뉴엘 모두 쓰이고 있는 편이다. 에르메스 브랜드의 롯데백화점 첫 입점 점포이기도 하다.
- 부산본점 에비뉴엘

2012년 4월 27일 롯데호텔 부산 지하층에 개관한 에비뉴엘관을 상부 2개층으로 확장해서 2017년 6월 15일 임시 개점했고 9월28일 그랜드오픈 하였다. 기존 지하1층은 해외패션 및 잡화 1층은 명품시계 및 보석,패션 2층은 명품슈즈 및 패션 카테고리로 운영된다. 본관과는 반층 차이로 높이가 나뉜다. 즉 본관 지하1층과 1층 사이에 에비뉴엘 지하1층이, 본관 1층과 2층 사이에 에비뉴엘 1층이, 본관 2층과 3층 사이에 에비뉴엘 2층이 연결되는 구조다. 본관과의 사이에 특이한 구조의 엘리베이터가 있는데 양문형 엘리베이터로 에비뉴엘관 B2,B1,1F,2F 본관 B1,1F,2F 총 7개층을 반층 단위로 서며 층마다 번갈아가면서 열리는 문의 방향이 바뀐다.

## 엘큐브 점포
미니 백화점을 표방하는 카테고리 킬러형 점포이다. 개점되었던 점포들은 영패션과 리빙상품에 특화되어있었으나 현재는 리빙특화점포인 세종점만 남아있다.
- 엘큐브 리빙 세종점

엘큐브 리빙 세종점은 2017년 3월 30일에 개점하였으며 세종특별자치시 갈매로 363(어진동)에 위치해있다. 타 점포가 영패션 카테고리에 특화된 것과 달리 리빙상품 역시 비중있게 다루고 있다. 백화점 대전점에서 관리한다.

## 영플라자 점포
영패션 전문관으로 소형 백화점 규모이다. 주로 패션,잡화상품을 취급한다. 독립 점포는 아니지만 창원점과 울산점에도 신관에 영플라자란 상호를 사용한다. 광복점의 신관인 아쿠아몰 역시 상품구성에 있어서 영패션전문관인 영플라자와 유사하다.
- 영플라자 명동점

명동점은 2003년 11월 18일 개점하였다. 원래는 미도파백화점 명동점이었다. 실질적으로 독립점포가 아닌 롯데백화점 본점 소속의 점포라 할 수 있다. 매출 역시 본점에 귀속된다. 대한민국 최초의 영패션 전문관이라 할 수 있다.

## 아울렛
- 롯데아울렛 광주월드컵점

2008년 10월 24일에 개점하였으며, 롯데백화점이 도시형 아울렛으로 처음 진출한 점포이다. 광주광역시 서구 금화로 240(풍암동) 광주월드컵경기장내에 위치하고 있으며, 롯데마트와 같이 입점되어 있다.
- 롯데아울렛 광주수완점

2009년 9월 24일에 개점하였으며, 광주지역 내 롯데아울렛 2호점이다. 롯데마트와 같이 개점하였으며, 2012년 2월 24일에 2단계로 시네마와 쇼핑시설을 증축하여 개장하였다. 광주광역시 광산구 장신로 98(장덕동)에 위치하고 있다.
- 롯데아울렛 대구율하점

2010년 7월 15일에 개점하였으며, 롯데백화점이 아울렛 부문에서 대구지역에 처음으로 진출한 점포이다. 대구광역시 동구 안심로 80(율하동) 롯데쇼핑플라자 내에 위치하고 있으며, 대구 도시철도 1호선 율하역과 연결된다.
- 롯데아울렛 이시아폴리스점

2011년 4월 28일에 당시 롯데몰 이시아폴리스점으로 개점하였다. 2012년 3월에 롯데아울렛으로 전환되었다. 대구광역시 동구 팔공로49길 16(봉무동) 이시아폴리스 산업단지 내에 위치하고 있다. 안에는 CGV가 자리잡고 있다.
- 롯데아울렛 청주점

2012년 11월 9일에 롯데마트와 같이 개점하였다. 인근에 현대백화점 충청점이 자리잡고 있다. 충청북도 청주시 흥덕구 2순환로 1004(비하동)에 위치해 있다. 롯데마트 주유소가 있다.
- 롯데아울렛 서울역점(서울특별시 중구 봉래동2가)

2013년 1월 18일에 이 전까지 운영했던 갤러리아 콩코스를 인수해 리뉴얼하여 개점하였다. 서울특별시 중구 한강대로 405 (봉래동2가) 서울역 내에 위치하고 있으며 롯데마트와 함께 입점해있다. 경부선 서울역과는 바로 진입할 수 있다. 수도권 전철 1호선, 4호선, 경의·중앙선, 인천국제공항철도를 통해 이용할 수 있다.
- 롯데아울렛 부여점

2013년 9월 6일에 개점하였으며, 충청남도 부여군 규암면 백제문로 387(합정리) 백제문화단지 내에 위치해 있다. 백제시대 건축양식을 테마로 해서 만든 것이 특징이다. 인근에 한국전통문화대학교와 롯데리조트 부여가 위치해 있다.
- 롯데아울렛 고양터미널점

2014년 10월 8일에 개점하였다. 고양시 일산동구 중앙로 1242(백석동) 고양종합터미널에 위치해있으며, 이 중 1~4층에 공간을 임차하는 방식으로 입점해있다. 고양종합터미널 화재 사고 여파로 개점을 연기한 바가 있다. 수도권 전철 3호선 백석역과는 거리가 가깝다. 홈플러스가 있다.
- 롯데아울렛 구리점

2014년 12월 19일에 개점하였으며, 경기도 구리시 동구릉로 136번길 47(인창동)에 위치하고 있다. 건물 내에 롯데시네마가 입점해있으며 바로 옆에 롯데마트가 위치하고 있다.
- 롯데아울렛 광교점

2015년 9월 4일에 개점하였으며, 경기도 수원시 영통구 도청로 10(이의동)에 위치해있다. 광교 센트럴 푸르지오 시티 건물 내에 롯데시네마와 함께 입점해있다.
- 롯데팩토리아울렛 가산점

2015년 12월 29일에 구 패션아일랜드를 리뉴얼하여 개점하였으며, 서울특별시 금천구 벚꽃로 278(가산동)에 위치해있다.
- 롯데아울렛 진주점

2016년 9월 9일 개점하였으며, 경상남도 진주시 동진로 440(충무공동) 롯데몰 진주점 내에 위치해있다. 지하1층에는 롯데마트, 5~7층에는 롯데시네마가 입점해있다.
- 롯데아울렛 남악점

2016년 12월 22일 개점하였으며, 전라남도 무안군 남악로162번길 80(삼향읍)에 위치해있다. 롯데마트랑 같이 입점하고 있다.
- 롯데아울렛 고양점

2017년 10월 19일 개점하였으며, 10월 17,18일 프리오픈을 진행하였다. 경기도 고양시 덕양구 권율대로 420(원흥동)에 위치해있다. 이케아 국내 2호점인 고양점과 같은 건물에 위치하며 해당건물의 B1,1F는 롯데아울렛이 2F,3F는 이케아가 영업중이다.
- 롯데아울렛 군산점

2018년 4월 27일에 개점하였으며, 전라북도 군산시 조촌로 130(조촌동)  롯데몰 군산점에 위치에 있다.

※ 롯데팩토리아울렛 센트럴스퀘어점
정식지점은 아니나 부산 서면의 주상복합건물인 포스코 더샵 센트럴스타 지하에 팩토리아울렛 센트럴스퀘어점도 운영중이다.

### 프리미엄아울렛
- 롯데프리미엄아울렛 김해점

2008년 12월 17일에 개점하였으며, 롯데백화점이 프리미엄 아울렛 1호점으로 개점한 점포이다. 경상남도 김해시 장유로 469(신문동) 김해관광유통단지 내에 위치하고 있다. 2013년 6월 29일에 주차장 부지를 일부 개발해 신관을 증축하여 개점함과 동시에 롯데시네마를 오픈하였다. 인근에 롯데워터파크가 위치해 있다.
- 롯데프리미엄아울렛 파주점

2011년 12월 2일에 개점하였으며, 경기도 파주시 문발로 284(문발동)에 위치하고 있다. 수도권 내에 첫 진출한 점포이며, 5Km 가까운 거리에 신세계 사이먼 프리미엄 아울렛 파주점이 위치해 있다
- 롯데프리미엄아울렛 이천점

2013년 12월 13일에 개점하였으며, 경기도 이천시 호법면 프리미엄아울렛로 177-74(단천리) 이천패션물류단지 내에 위치해 있다. 2017년 4월 28일 증축개장으로 아시아 최대 아울렛이 되었다.
- 롯데프리미엄아울렛 광명점

2014년 12월 5일에 개점하였으며, 경기도 광명시 일직로 17(일직동)에 위치하고 있다. 경부고속선 광명역과의 거리가 가까우며, 옆에 이케아 광명점이 위치해있다. 프리미엄 아울렛으로는 최초로 도심에 자리잡은 점포이다.
- 롯데프리미엄아울렛 동부산점

2014년 12월 23일에 개점하였으며, 부산광역시 기장군 기장읍 기장해안로 147(당사리) 동부산관광단지의 롯데몰 동부산점 내에 위치해있다. 롯데몰 동부산점은 롯데백화점 최초의 프리미엄 아울렛을 기반으로 개장한 복합쇼핑몰이며, 롯데마트와 롯데시네마, 하이마트도 함께 입점해있다. 규모로는 아시아 최대 크기였으나 자사 이천점에 자리를 내줬다. 지중해의 휴양지인 그리스의 산토리니를 테마로 지어졌다. 바다를 한 눈에 들여다 볼 수 있는 등대 전망대도 함께 갖춰져 있다.
- 롯데 라이프스타일몰 기흥점

2018년 12월 6일에 개점하였으며, 경기도 용인시 기흥구 신고매로 124 산 38-1(고매동) 옛 코리아CC 부지에 위치해 있다. 자연을 담은 쇼핑 놀이터라는 컨셉으로 기존의 아울렛 형태를 탈피한 자연 친화적이고 가족과 함께 즐길 수 있는 형태의 신개념 쇼핑공간으로 조성되었다. 이 곳에는 아시아 최대의 나이키 팩토리 아울렛 매장이 있으며, 국내 최초로 서핑샵을 입점한 게 특징이다.
- 롯데프리미엄아울렛 타임빌라스점

2021년 9월 10일에 개점하였으며, 경기도 의왕시에 백운호수와 맞닿아 있는 의왕백운지식문화밸리 상업 블럭에 신축했다. 타임빌라스(Time Villas)는 시간(Time)과 별장(Villas)의 합성어로 ‘시간도 머물고 싶은 공간’이라는 의미를 담았고 ‘자연 속 휴식’이 컨셉이다. 40여 년간 백화점 사업을 해온 롯데쇼핑이 외부 업체에게 공간 기획을 맡긴 건 타임빌라스가 처음이다. 위탁을 받은 글로우서울은 매장을 촘촘하게 배치해 공간 효용성을 극대화하던 하던 롯데와와 다르게 건축 비용이 일반 매장보다 네 배 높지만 활용 면적은 절반도 안 되는 글라스빌로 옥외 매장을 꾸몄다.

## 과거 운영 점포
- 인타임 롯데백화점

2008년 8월 1일 중국 백화점 업체 인타임(Intime)과 합작하여 베이징에 개점하였으나 2012년 6월 보유하고 있던 지분을 매각하였다.
- 엘큐브 홍대점

엘큐브 홍대점은 2016년 3월 25일에 개점하였으며 서울특별시 마포구 홍익로6길 4(동교동)에 위치해있다. 백화점 본점에서 관리 하다가 2018년 11월 30일에 영업종료되었다.
- 엘큐브 광복점

엘큐브 광복점은 2017년 5월 19일에 개점하였으며 부산광역시 광복로 79-1(광복동1가)에 위치해있다. 백화점 광복점에서 관리 하다가 2018년 11월 28일에 영업종료되었다.
- 엘큐브 이대점

엘큐브 이대점은 2016년 11월 25일에 개점하였으며 서울특별시 마포구 이화여대길 59(대현동) 메르체쇼핑몰 1~2층에 위치해있다. 백화점 본점에서 관리하다가 2019년 5월 31일에 영업종료되었다.
- 롯데아울렛 의정부점

롯데아울렛 의정부점은 2016년 8월 25일에 개점하였으며, 경기도 의정부시 천보로44(민락동)에 위치하였다. 그러나 개점 초기부터 건물주와 갈등을 빚었고 매출 부진을 이유로 2018년 12월 31일에 폐점하였다.
- 롯데팩토리아울렛 인천점

2015년 5월 22일에 舊 롯데마트 항동점을  개점하였다. 롯데백화점이 최초로 선을 보인 신개념 아울렛이다. 일반 도심형 아울렛보다는 저렴한 가격에 상품들로 구성되어 있는 것이 특징이다. 인천광역시 중구 서해대로209번길 2(항동7가)에 위치했으며, 2019년 8월 19일에 영업종료되었다.
- 롯데백화점 인천점

롯데백화점 인천점은 2002년 8월 23일 개점하였다. 인천광역시 남동구 예술로 148(구월동)에 있으며, 인천 1호선 예술회관역과 연결되어 있다. 그러나 올 1월 舊) 신세계 인천점 자리에 롯데 인천터미널점이 개점함에 따라, 독과점 방지를 막기 위해 2019년 2월 28일부로 영업을 종료하였다.
- 롯데영플라자 대구점

대구광역시 중구 국채보상로 585(성내1동)에 위치한 동성로 파티라는 쇼핑몰에 2007년 8월 24일 개점했다. 500m거리의 롯데백화점 대구점이 중심가인 동성로상권의 변방에 있기 때문에 보완차원에서 개점하였으나, 인근에 신세계백화점, 현대백화점 대구점 등을 포함해 상권이 겹침에 따라서, 동시에 실적 부진으로 인해 2019년 2월 28일부로 영업을 종료하였다.
- 롯데백화점 안양점

안양점은 2002년 5월 10일 개점하였으며, 영등포역에 이어서 롯데백화점이 입점하는 두 번째 민자역사로 경부선 안양역과 연결된다. 경기도 안양시 만안구 만안로 244(안양1동)에 있다. 롯데백화점 평촌점 개점이후 중복상권과 수익성 악화로 의해 엔터식스에 매각되었고 2019년 3월 31일부로 영업을 종료하였다.
- 롯데백화점 부평점

부평점은 1999년 8월 27일 구 동아시티백화점을 인수하여 개점하였다. 인천광역시 부평구 부평문화로 35(부평1동)에 있다. 롯데백화점 점포 중 안산점과 함께 가장 소규모 점포이다. 롯데의 인천터미널 부지(신세계 인천점) 인수로 인한 독과점 방지를 위해 매각 예정및 2019년 6월 30일에 영업종료하였다.
- 롯데영플라자 청주점

충청북도 청주시 상당구 상당로 55(성안동)에 위치한 청주백화점을 인수하여 2007년 2월 23일 재개점한 점포로 영패션관이라고는 하지만 구성상 영패션관보다는 종합백화점의 축소판에 가깝다. 명동점과 대구점이 영캐쥬얼, 유니섹스캐쥬얼, 스포츠, 스트리트캐쥬얼 등의 상품군으로 구성된데 반해 청주점엔 남성패션 브랜드들도 입점해 있었다. 그러나 청주에 현대백화점과 롯데아울렛이 개점하자마자, 영플라자 청주점이 위치한 성안길 상권이 크게 쇠퇴하였고 이에 역시 매출에 타격을 입어 부진을 면치 못했으나, 코로나19 사태까지 겹쳐 매출 부진에 가장 큰 타격을 받았다. 결국 2020년 5월 10일부로 영업을 종료하였다.
- 롯데백화점 마산점

마산점은 1997년 11월 28일 경상남도 창원시 마산합포구 동서동로 18(신포동로2가)에 위치한 대우백화점으로 개점하였다. 마산의 대표적인 상권 시설인 마산어시장이 인근에 있는 것이 특징이다. 지하5층, 지상 20층 규모로 영업면적 32,929m²에 이르는 쇼핑공간, 문화센터, 갤러리, 멤버십 스포츠 센터 등을 갖추고 있다. 2014년 8월 19일 대우인터내셔널이 보유하고 있던 경남 창원 대우백화점과 부산 대우백화점 센트럴스퀘어를 롯데그룹에 매각하기로 결정하였다. 롯데쇼핑은 2014년 9월 4일 포스코그룹 계열사인 대우인터내셔널, 포스코건설이 보유한 마산 대우백화점의 영업권과 베트남 다이아몬드플라자 지분을 2014년 9월 2일 인수했다고 밝혔다. 이후 롯데쇼핑에서 인수를 위한 롯데백화점마산이라는 임시법인을 설립하였고 2015년 6월 1일 자로 기업결합이 승인되어 2015년 7월 1일 롯데백화점으로 변경되었다. 부산 서면의 센트럴스퀘어점도 인수 후 한동안 마산점에서 관리하다가 관리권을 부산본점으로 이관하였다. 그러나 백화점 최하위 적자로 인한 2024년 6월 30일부로 영업을 종료하였다.

## 사진

롯데백화점 본점
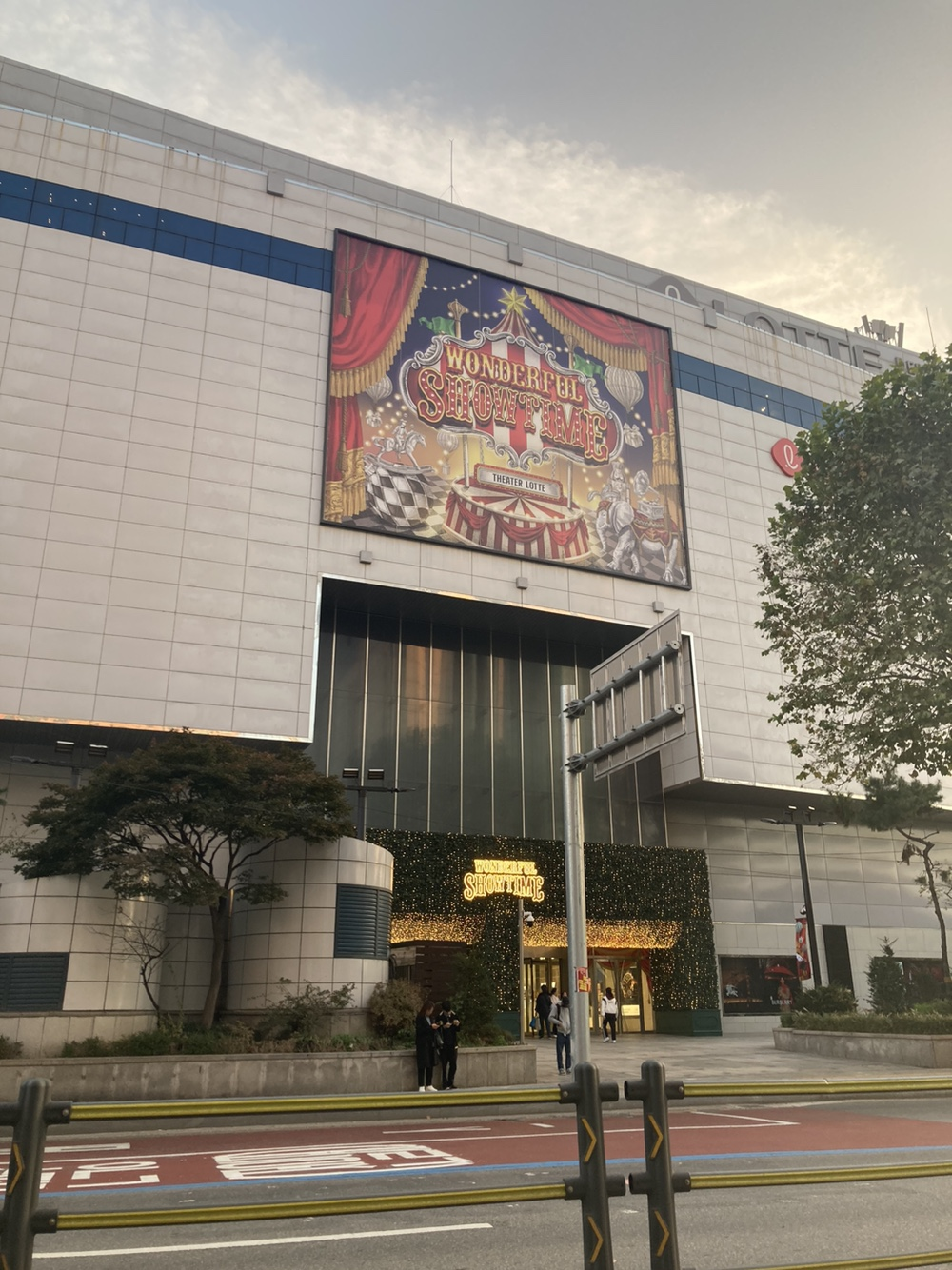
인천터미널점
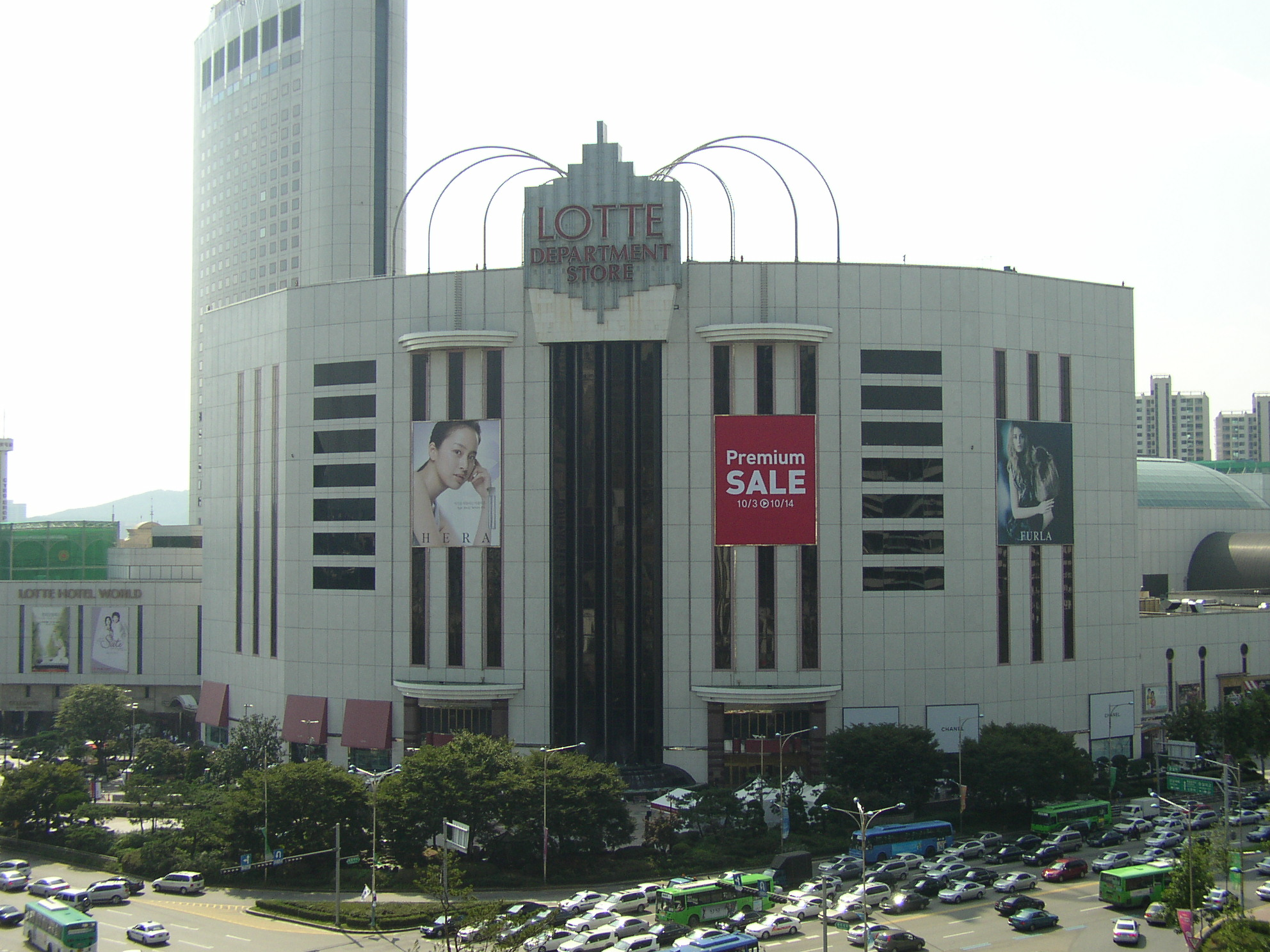
롯데백화점 잠실점
롯데백화점 강남점 외관(2018년 11월)
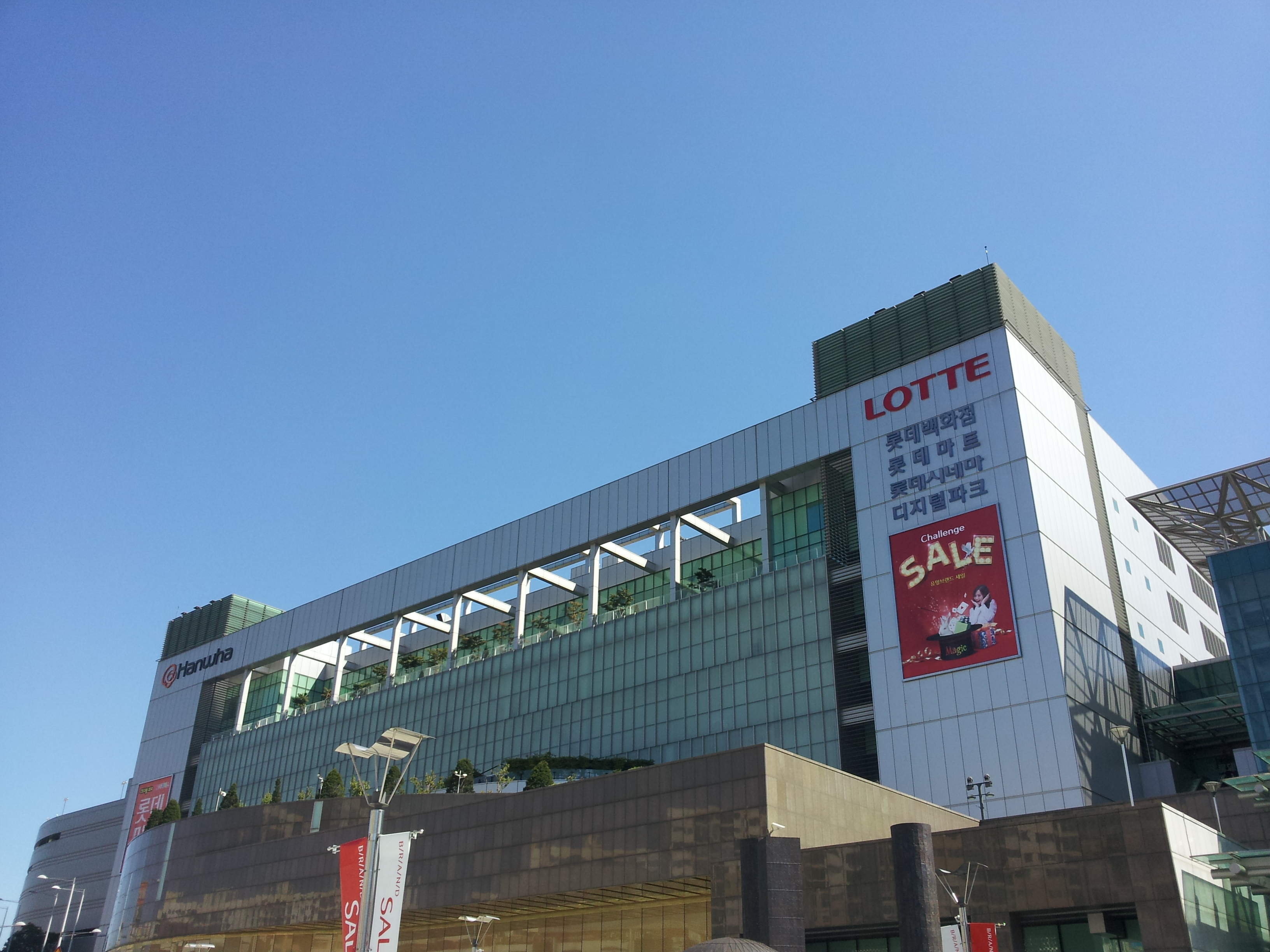
롯데백화점 청량리점
백화점 매장

## 기타 사업
- 할인점 사업부문 (롯데마트)
- 전자제품전문점 사업부문: 산하에 롯데하이마트를 두고 있다.
- 슈퍼 사업부문 (롯데슈퍼)
- 이커머스 사업부문 (구 롯데닷컴)

## 이전 사업
- 시네마사업부문: 2018년 6월 1일에 롯데컬처웍스 주식회사로 분사했다.

## 사업장 현황
- 본점: 서울특별시 중구 남대문로 81 (소공동)
- 식품사업본부: 경기도 안산시 단원구 성곡로 32 (성곡동)
- 포장사업본부: 경기도 안산시 단원구 원시로 239-13 (원시동)

## 경쟁사
- 신세계
- 현대백화점